# Grup alquil

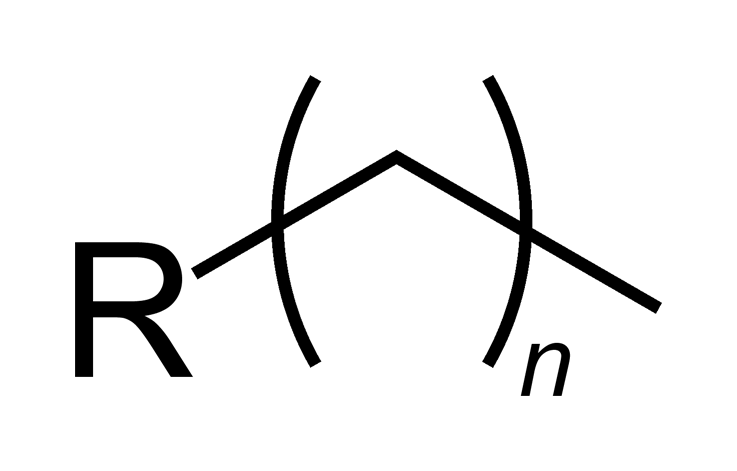
Representació genèrica del grup alquil

En química orgànica, s'anomena grup alquil a qualsevol cadena hidrocarbonada sense cap grup funcional que actui com a substituent en un compost químic. Qualsevol grup alquil correspon a la fórmula general: {\displaystyle C_{n}H_{2n+1}}
El terme alquil és intencionadament inespecífic i pot incloure moltes substitucions possibles. Un cicloalquí es deriva d'un cicloalcà mitjançant l'eliminació d'un àtom d'hidrogen d'un anell i té la fórmula general {\displaystyle C_{n}H_{2n-1}}. Normalment, un alquil forma part d'una molècula més gran. En les fórmules estructurals, el símbol R s'utilitza per designar un grup alquil genèric (no especificat). El grup alquil més petit és el metil, amb la fórmula {\displaystyle CH_{4}}.
Als compostos orgànics que només presenten grups alquil se'ls anomena alcans
Els grups alquils s'anomenen com si es tractés d'un alcà, però amb el sufix -il i un nombre indicant el carboni pel qual s'enllacen a la molècula.
Per exemple;
- El grup metil; -CH₃
- El grup etil; -CH₂-CH₃
- El grup propil; -CH₂-CH₂-CH₃
- El grup 2-propil o isopropil, amb tres carbonis, com el propil, però s'enganxa a la resta de la molècula pel carboni del mig; -CH-(CH₃)₂
- El grup butil; -CH₂-CH₂-CH₂-CH₃
- El grup terc-butil, amb quatre carbonis, com el butil, però s'enganxa a la resta de la molècula pel carboni del mig; -C-(CH₃)₃